# Cambon-et-Salvergues
Cambon-et-Salvergues è un comune francese di 50 abitanti situato nel dipartimento dell'Hérault nella regione dell'Occitania. Esso si trova sui monti dell'Espinouse ed è bagnato dal fiume Agout.

## Società

### Evoluzione demografica
Abitanti censiti